# Joanna Operskalska
Joanna Operskalska (ur. 4 stycznia 1987 w Świerklańcu) – polska piłkarka.
Zawodniczka min. Sparty Lubliniec, Czarnych Sosnowiec, następnie Sparty Lubliniec.
W reprezentacji Polski zadebiutowała 12 kwietnia 2007, rozegrała 3 mecze, w narodowych barwach. Ma za sobą także 30 występów w reprezentacji U-19 oraz 8 meczów w kadrze U-16 i U-17.